# Koo Bon-moo
Koo Bon-moo (em coreano:  구본무; 10 de fevereiro de 1945 – 20 de maio de 2018) foi um empresário e executivo sul-coreano. Foi presidente da LG Corporation.
Nascido em 10 de fevereiro de 1945, em Jinju, Koo frequentou a Universidade Yonsei. Logo mudou para Ohio e completou seu bacharelado e mestrado em Ashland Universidade e Cleveland State University, respectivamente. Após a formatura, Koo voltou para a Coreia do Sul, em 1975, e passou a trabalhar para a Lucky Chemical, que mais tarde se tornou a LG Chem. Ele foi transferido para o GoldStar, e a partir de 1983 a 1984, dirigiu a empresa escritório de Tóquio.
Em 1995, Koo, sucedeu seu pai Koo Cha-kyung como presidente da LG Group. 
Em 2017, Kim Bon-moo, foi diagnosticado com um tumor no cérebro e morreu em Seul, em 20 de Maio de 2018, aos 73 anos.